# Ilja Krasnow
Ilja Łukjanowicz Krasnow, ros. Илья Лукьянович Краснов (ur. w 1907 w obwodzie orłowskim, zm. 23 października 1943) – konspirator, radziecki wojskowy (jefrejtor), przywódca antysowieckiego buntu w 53 Samodzielnym Kolejowym Batalionie Budowlanym podczas II wojny światowej.
Na pocz. lat 30. pracował w zakładach zbrojeniowych „Barrikady” („Баррикады”) w Stalingradzie. Wstąpił tam do tajnej organizacji antysowieckiej, zorganizowanej przez trockistę I.S. Dobrokwasza. Prowadził agitację antypaństwową wśród robotników i pisał propagandowe listy. Został jednak aresztowany przez OGPU, po czym – po przyznaniu się do winy i wydaniu swoich towarzyszy – aresztowany na karę 3 lat zsyłki do Kazachstanu. Po wyjściu na wolność przebywał w Aktiubińsku. Po ataku wojsk niemieckich na ZSRR 22 czerwca 1941 r., został zmobilizowany do Armii Czerwonej. Służył w stopniu jefrejtora w 53 Samodzielnym Kolejowym Batalionie Budowlanym, stacjonującym we wsiach Winogradowka, Dmitrowo-Wasiljewka i Bolszoj Silan. Wiosną 1942 r. I.Ł. Krasnow stworzył organizację konspiracyjną złożoną z szeregowych, podoficerów i młodszych oficerów, a także miejscowych cywilów. Zamierzał on doprowadzić do buntu batalionu, który miałby rozszerzyć się na pozostałe oddziały Armii Dalekowschodniej. Zbuntowani żołnierze mieli następnie ruszyć na spotkanie z nacierającymi wojskami niemieckimi. Liczono też na pomoc wojskową ze strony Japonii. Bunt wybuchł w nocy 1/2 czerwca 1942 r. Zajęto wsie Winogradowka i Dmitriwo-Wasiljewka, po czym skierowano się do wsi Bolszoj Silan, gdzie był rozmieszczony sztab batalionu. Atak buntowników zakończył się pełnym sukcesem. Przywódca buntu I.Ł. Krasnow przemówił do żołnierzy, oświadczając, że wkrótce dołączą do nich inne zbuntowane oddziały wojskowe. Ogłosił ponadto, że władze ZSRR zostały obalone, na froncie ogłoszono zawieszenie broni, a wojna z Niemcami zakończy się niebawem. Rano 3 czerwca buntowników zaatakowały oddziały Armii Czerwonej i Smiersza, rozbijając ich całkowicie. Wprawdzie udało się zbiec kilkudziesięcioosobowej grupie na czele z I.Ł. Krasnowem, ale 10 czerwca został schwytany. W sierpniu 1943 r. po rozprawie sądowej skazano go na karę śmierci przez rozstrzelanie, wykonaną 23 października tego roku.